# Iwindo
Iwindo war ein nach dem gleichnamigen, heute auf dem Territorium von Gabun gelegenen Fluss benannter Bezirk der deutschen Kolonie Kamerun, der größtenteils in dem 1911 durch das Marokko-Kongo-Abkommen erworbenen Neukamerun lag. Sitz der Verwaltung war Minkebe.
Die deutsche Inverwaltungnahme erfolgte durch die im Sommer 1912 in Jaunde neu formierte 12. Kompanie der Kaiserlichen Schutztruppe für Kamerun unter der Leitung des Hauptmanns Theodor von Heigelin. Durch Gouvernementsverfügung vom 17. Januar 1913 wurde der bisher zu Altkamerun gehörige Postenbereich Akoafim vom Bezirk Ebolowa getrennt und mit dem Wirkungsbereich der 11. Kompanie vereinigt. Heigelin wurden die Verwaltungsbefugnisse für den Bezirk übertragen.
Standort der Kompanie war anfangs der auf früher französischem Territorium gelegene Militärposten Ngarabinsam; im April 1914 wurde der Verwaltungssitz nach Akoafim verlegt, erst kurz vor Ausbruch des Ersten Weltkrieges nach Minkebe.